# Haute-Kotto
 Haute-Kotto er et af de 20 præfekturer i Den Centralafrikanske Republik med hovedstad i byen Bria.  Det er det største præfektur i Centralafrikanske Republik. Officielle estimater anslår at befolkningen i 2024 nåede 144.289 indbyggere.